# James Nunnally
James William Nunnally, né le 14 juillet 1990 à San José en Californie, est un joueur américain de basket-ball évoluant au poste d'ailier.

## Biographie
Il est élu MVP de la saison 2015-2016 en championnat d'Italie.
En janvier 2019, Nunnally, après une nouvelle expérience manquée en NBA, signe avec l'Olimpia Milan jusqu'à la fin de la saison 2018-2019.
Le 13 août 2019, il s'engage une saison en faveur du club chinois des Shanghai Sharks.
En janvier 2020, Nunnally revient au Fenerbahçe avec lequel il signe un contrat jusqu'à la fin de la saison.
Le 12 avril 2021, il signe un contrat two-way en faveur des Pelicans de La Nouvelle-Orléans.
En juin 2021, Nunnally rejoint le Maccabi Tel-Aviv. Le contrat court sur une saison avec une saison additionnelle en option.
Nunnally s'engage pour la saison 2022-2023 avec le KK Partizan Belgrade.

## Référence
1. ↑  (it) « Lega Basket Awards, l'Mvp è Nunnally », Corriere dello Sport, 5 mai 2016
2. ↑  (en) « Milan adds former EuroLeague champ Nunnally », Euroligue, 27 janvier 2019
3. ↑  (en) « James Nunnally signs with Shanghai Sharks », sur Sportando, 12 août 2019 (consulté le 5 décembre 2023).
4. ↑  (en) « Fenerbahce brings back Nunnally », Euroligue, 3 janvier 2020
5. ↑  « Une signature aux Pelicans », sur basket-infos.com via Wikiwix, 12 avril 2021 (consulté le 5 décembre 2023).
6. ↑  (en) « Maccabi signs former champ Nunnally », Euroligue, 27 juin 2021
7. ↑  (en) « Partizan brings in scoring ace Nunnally », EuroLigue, 13 juillet 2022